# Église Saint-Nicolas de Beauval
L'église Saint-Nicolas de Beauval est située à Beauval, dans le département de la Somme au sud de Doullens.

## Historique
De l'édifice précédent construit en pierre, il ne reste que des photos prises avant sa destruction.

La construction de la nouvelle église Saint-Nicolas de Beauval est due à l'action de mécénat de la famille Saint originaire de Beauval, créatrice et propriétaire de l'entreprise Saint Frères. Charles et Jules-Abel Saint proposèrent à la commune de prendre à leur charge les frais de terrassement d'un terrain leur appartenant et les frais de construction et de décoration intérieure et extérieure de l'édifice. Le coût de construction s'éleva à 400 000 francs-or. Le 6 août 1888, jour de la consécration de l'église par l'évêque d'Amiens, Charles Saint s'exprima ainsi : 

« Nous sommes heureux d'avoir pu offrir ce témoignage de notre amour pour notre pays natal. Nous sommes de Beauval, nous restons de Beauval et nous ferons toujours pour Beauval ce que nous saurons lui être agréable. »

L'église fut partiellement détruite par un incendie provoqué par la foudre, le 11 avril 1925. La toiture, les voûtes ainsi que les orgues et une partie du mobilier furent détruits. Les travaux de restauration furent entrepris par la suite.

## Caractéristiques

### Extérieur
Construite en brique sur les plans de Victor Delefortrie, l'église de Beauval de style néogothique, se voit de loin. Un escalier monumental de 33 marches conduit de la chaussée au parvis. De taille moyenne, l'édifice mesure 55 m de long sur 23 de large. De plan basilical, l'église est dotée d'une nef à bas-côtés, d'un transept et d'un chœur à abside octogonale. Le clocher qui surplombe le porche d'entrée culmine à 65 m, la flèche en pierre qui le surmonte mesure 20 m. Il est doté de treize cloches, son horloge est identique à celle de l'Institut de France. On pénètre dans l'église par les trois portails de la façade principale.
Sur la façade de la nef, au-dessus de la rosace, ont été placées les statues des quatre évangélistes avec leurs attributs par Victor Bariller, sculpteur à Angers. On distingue, de gauche à droite, saint Marc avec une tête de lion, saint Matthieu avec un visage d'ange, saint Jean avec un bec d'aigle et saint Luc avec une tête de bœuf.

### Intérieur
La nef s'élève à 10 mètres de haut, sa largeur est de 10 m également, les bas-côtés sont larges de 4,5 m.
Le décor extérieur et intérieur a été particulièrement soigné même s'il révèle un certain goût pour l'austérité. Le choix des matériaux est révélateur : marbre noir de Basècles en Belgique, marbre blanc de France, marbre rouge d'Italie... Les vitraux furent l'œuvre de la maison Champigneulle de Bar-le-Duc, la rosace fut réalisée par la maison Néret de Paris, le mobilier polychrome sculpté provient de la maison Buisine-Rigot de Lille : chaire, autels, confessionnaux, stalles, sont en chêne. Les vitraux de la nef représentent la vie du Christ et des épisodes le l'Ancien Testament, ceux du chœur représentent au centre saint Charles, à gauche saint Jean-Baptiste, à droite saint Jules, saints patrons de membres de la famille Saint. Saint Nicolas est représenté sur un vitrail du côté gauche.
L'orgue actuel a été réalisé par établissements Félix Van Den Brande et fils d'Amiens, en 1925, après l'incendie du clocher qui détruisit l'orgue précédent de Salomon Van Bever. En 1950, Charles Acker effectua un relevage de l'instrument.

## Photos

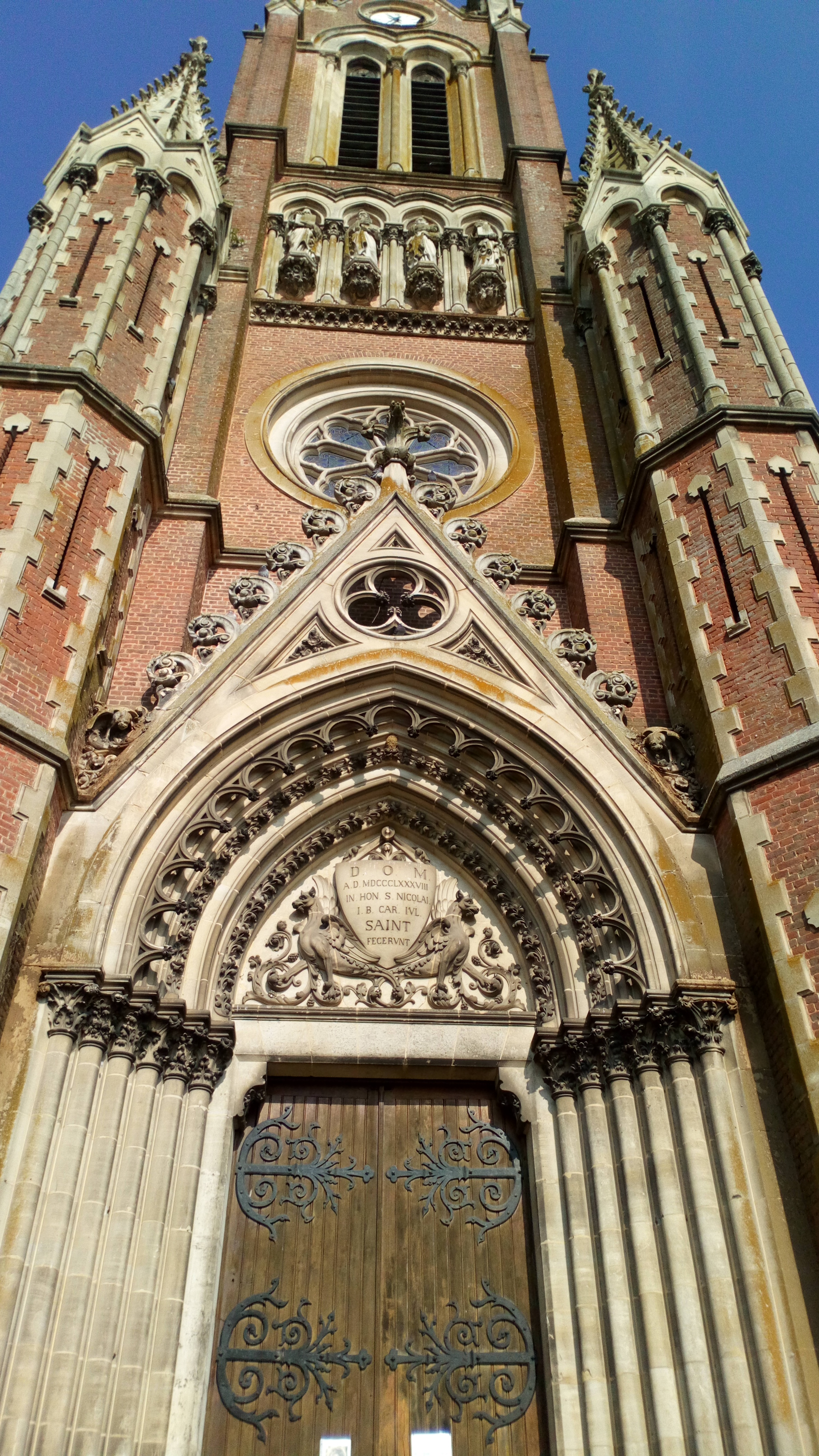
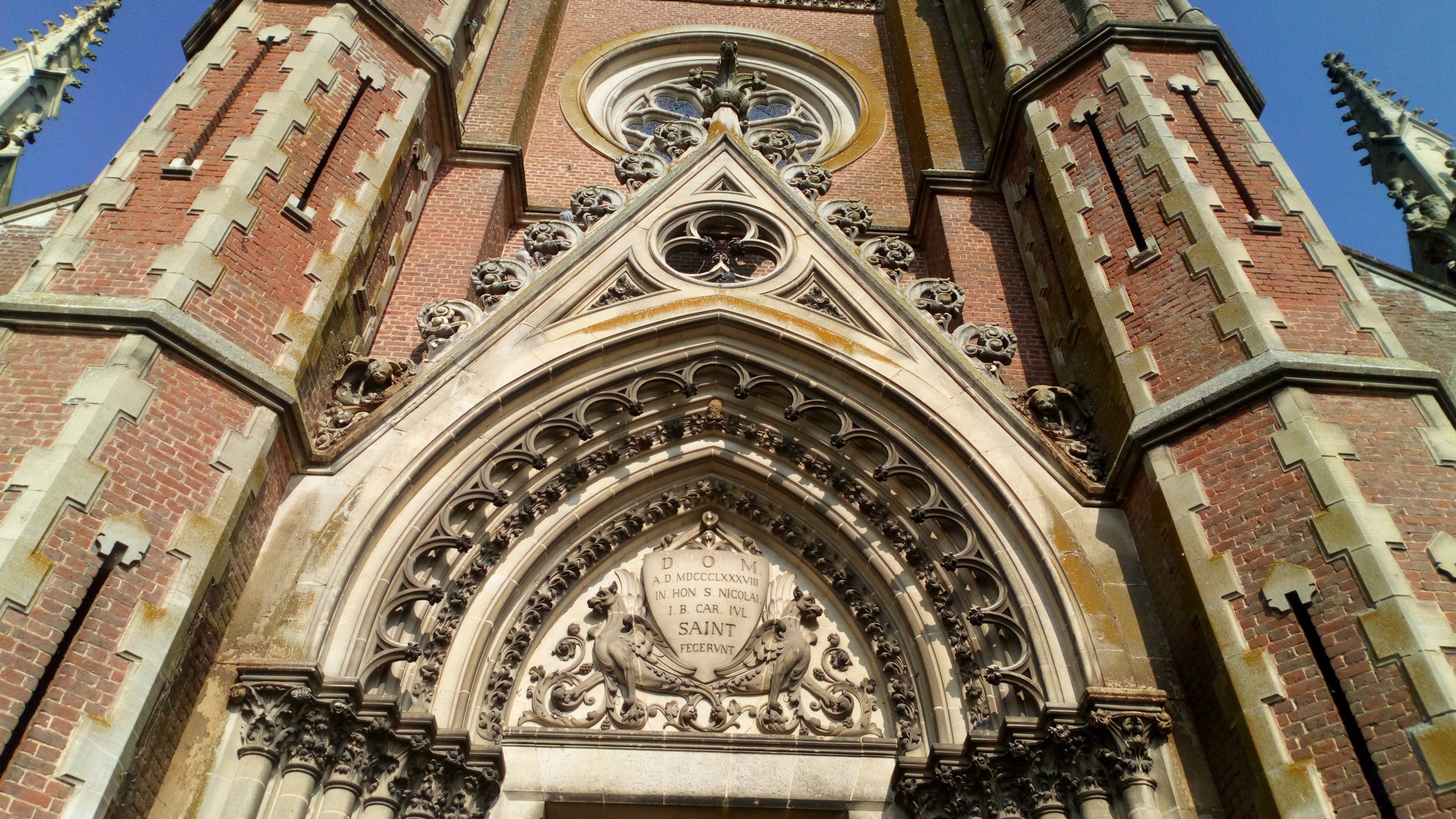
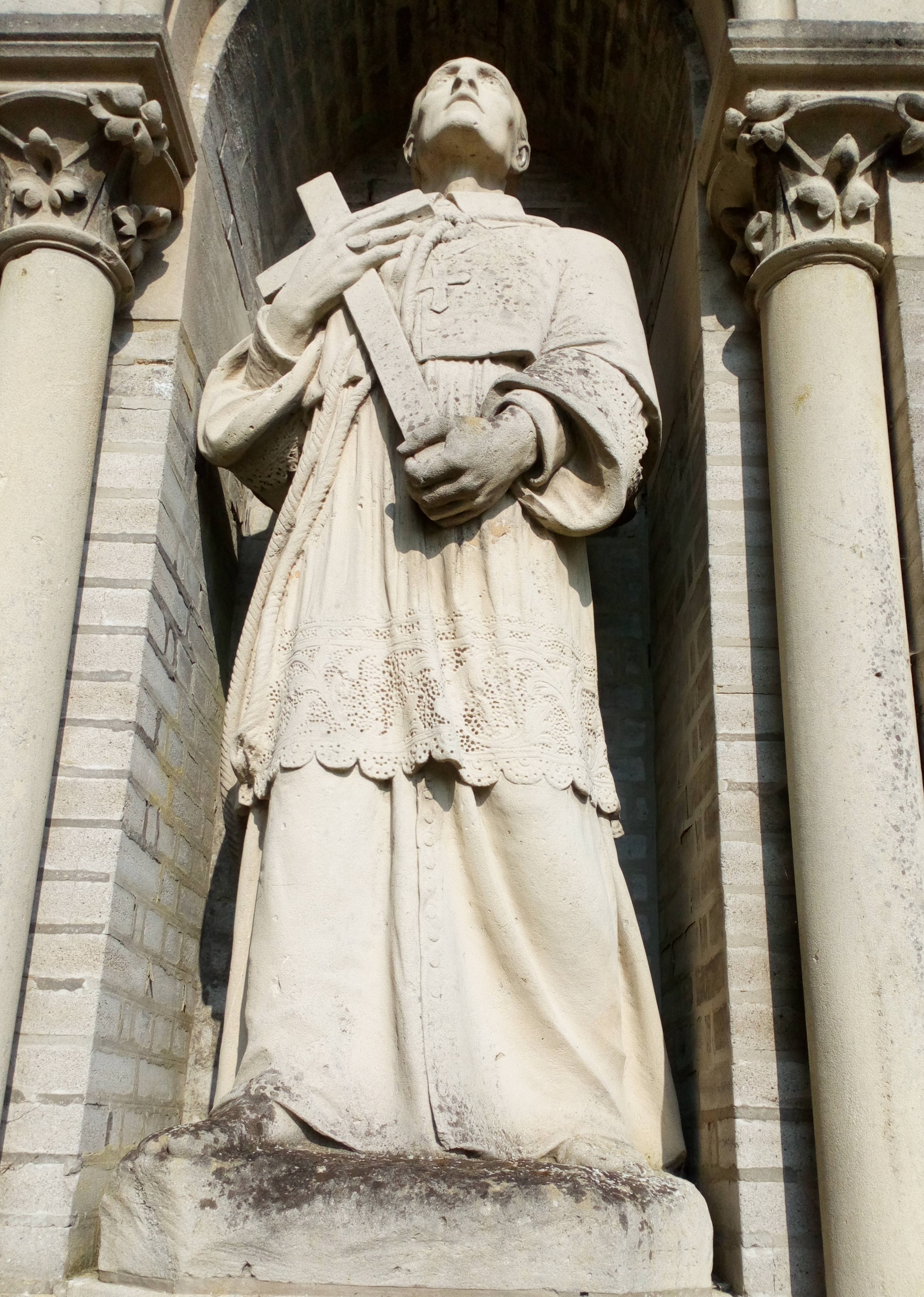